# Money in the Bank (2024)
Money in the Bank 2024 року — це шоу професійного реслінгу, організоване американською компанією WWE. Це був 15-й щорічний захід Money in the Bank, який відбувся в суботу, 6 липня 2024 року (за місцевим часом), на Скошіябенк-Арені в Торонто, Онтаріо, Канада. Подія транслювалася за принципом передплаченої трансляції (PPV) та лайвстримінгом і проводилася за участі реслерів з брендових підрозділів компанії RAW та SmackDown. Це перше шоу серії Money in the Bank, яке пройшло в Канаді, і друге, що відбулося за межами Сполучених Штатів, після шоу 2023 року. В основі концепції заходу знаходився матч з драбинами «Money in the Bank» — багатосторонній матч з драбиною, в якому учасники змагаються за кейс з контрактом, що дає володарю право на титульний матч за будь-яке індивідуальне чемпіонство свого бренду на власний вибір у будь-який час протягом наступного року. Запрошеною ведучою шоу стала член Зали Слави WWE Тріш Стратус.
На шоу було проведено п'ять поєдинків. У головному поєдинку для бренду SmackDown, Родовід (англ. The Bloodline) у складі з Соло Сікоа, Джейкобом Фату й Тама Тонга перемогли Коді Роудса, Кевіна Оуенса і Ренді Ортона в командному поєдинку три-на-три. Крім того, Дрю МакІнтайр з RAW та Тіффані Страттон зі SmackDown виграли, відповідно, чоловічий та жіночий поєдинки з драбиною Money in the Bank. Серед інших визначних боїв, Деміан Пріст переміг Сета «Фрікін» Роллінса та Дрю МакІнтайра у тристоронньому матчі за титул чемпіона світу у важкій вазі, який був головним поєдинком від бренду RAW. На заході також був присутній Джон Сіна, що несподівано з'явився на шоу.

## Сюжети
Шоу включало в себе матчі, що стали результатом сценарних сюжетних ліній. Результати визначалися сценаристами WWE на брендах RAW та SmackDown, а сюжетні лінії створювались на щотижневих телевізійних шоу WWE: Monday Night RAW та Friday Night SmackDown.
Відбіркові матчі серед чоловіків для участі у поєдинку «Money in the Bank» почались на Monday Night RAW від 17 червня 2024 року — Джей Усо переміг Фінна Балора й Рея Містеріо. На щотижневику Friday Night SmackDown від 21 червня 2024 року, у відбіркових матчах перемогли Кармело Хейз у бою з Ренді Ортоном й Тама Тонгою і Андраде в бою з Кевіном Оуенсом й Ґрейсоном Воллером. На Monday Night RAW від 24 червня 2024 року, Чад Ґейбл здобув перемогу над Брауном Строуманом й Бронсоном Рідом і пройшов відбір у матч з драбиною за кейс. На щотижневику Friday Night SmackDown від 28 червня 2024 року, у відбірковому матчі проти чемпіона США Логана Пола й Сантоса Ескобара здобув перемогу Ел Ей Найт. Останнім відбір пройшов Дрю МакІнтайр, перемігши Шеймуса й Ілью Драгунова в епізоді RAW від 1 липня.
Відбіркові матчі серед жінок для участі у поєдинку «Money in the Bank» почались також на Monday Night RAW від 17 червня 2024 року — Ійо Скай перемогла Зеліну Вегу і Кіану Джеймс. На щотижневику Friday Night SmackDown від 21 червня 2024 року, у відбірковому матчі Челсі Грін перемогла Б'янку Белер та Мічін. На Monday Night RAW від 24 червня 2024 року, Лайра Валькірія здобула перемогу над Шейною Базлер і Кайрі Сейн і пройшла відбір у матч з драбиною за кейс. На Friday Night SmackDown від 28 червня 2024 року Тіффані Страттон здобула перемогу над Кендіс ЛеРей та Джейд Каргілл і стала 4-ою учасницею матчу з драбиною, а 5-ою  — Наомі, здолавши Блер Давенпорт й Інді Гартвелл. Під час епізоду Monday Night RAW від 1 липня, останньою учасницею матчу з драбиною стала Зої Старк, перемігши Дакоту Кай та Айві Найл.
Через травму коліна Сет «Фрікін» Роллінс був відсутній на шоу WWE з Реслманії XL, де під час другої ночі шоу він програв Чемпіонство світу у важкій вазі Дрю МакІнтайру, а той, в свою чергу, втратив титул через реалізацію контракту Money in the Bank Деміаном Прістом. Під час епізоду Monday Night RAW від 17 червня 2024 року, Сет здійснив своє телевізійне повернення і заявив про намір повернути назад Чемпіонство світу у важкій вазі — титул, інавгураційним володарем якого він був. Також він підмітив, що оскільки на носі шоу «Money in the Bank», то матч за кейс з контрактом — найшвидший і знайомий спосіб це зробити. Його промову перервав чинний чемпіон Деміан Пріст і запропонував натомість титульний матч на даному шоу, аби продемонструвати що, хоч їх шляхи і схожі (обидва стали вперше світовими чемпіонами завдяки кейсу з контрактом і зробили це на Реслманії), але Деміан ліпший Сета. Той погодився і двобій було призначено. Наступного тижня Пріст заявив, що Роллінс ніколи не побачить «вершини гори», доки Деміан буде чемпіоном. Сет вийшов і запропонував умову до матчу — якщо Роллінс програє, то більше ніколи не зможе претендувати на титул, допоки Пріст буде володарем поясу. Але якщо виграє Сет, то Пріст буде змушений покинути угруповання «Судний день». Пріст прийняв дану пропозицію.
Під час епізоду Monday Night RAW від 17 червня, Семі Зейн святкував свій успішний захист титулу Інтерконтинентального чемпіона на Clash at the Castle: Scotland та його перервав Брон Брейккер, котрий заявив, що хоче чемпіонський титул Зейна. У наступному епізоді Зейн зіткнувся з Брейккером за лаштунками біля офісу генерального менеджера RAW Адама Пірса і погодився захищати титул у бою проти Брейккера на батьківщині Зейна — в Канаді, на шоу Money in the Bank.
У квітні Соло Сікоа став фактичним лідером Родоводу (англ. The Bloodline) після того, як Роман Рейнс програв Коді Роудсу Беззаперечне чемпіонство WWE під час головної події 2-ої ночі Реслманії XL. Після цього Рейнс взяв паузу у виступах. На наступному SmackDown Сікоа представив Тама Тонгу як нового члена групи. У цей час, Кевін Оуенс і Ренді Ортон, які раніше мали свої власні проблеми з Родоводом, об'єдналися проти угруповання, а на Backlash France новий учасник Родоводу Тонга Лоа допоміг Тама і Сікоа перемогти Оуенса і Ортона у командній вуличній бійці. Ортон і Оуенс продовжували брати участь у матчах проти членів «The Bloodline». Після того, як Роудс успішно захистив Беззаперечне чемпіонство WWE на Clash at the Castle: Scotland, він був атакований Родоводом, а Ортон і Оуенс врятували його. У наступному епізоді SmackDown Ортон і Тама билися у відбірковому матчі до Money in the Bank, але, незважаючи на втручання Лоа, обидва програли. Пізніше на Оуенса напали Тама і Лоа, що також коштувало йому відбору до матчу з драбинами. Того ж вечора нетитульний матч між Сікоа та Роудсом закінчився без результату після чергового втручання угруповання самоанців. Оуенс і Ортон намагалися врятувати Коді, але всі вони були атаковані ще одним новим членом Родоводу, дебютантом Джейкобом Фату. 24 червня було оголошено, що на Money in the Bank пройде командний матч з шістьма учасниками: Родовід проти Роудса, Оуенса й Ортона.

## Матчі
| №                                                    | Результати | Умови | Час   |
| ---------------------------------------------------- | --- | --- | ----- |
| 1                                                    | Дрю МакІнтайр переміг Джея Усо, Кармело Хейза, Андраде, Чада Ґейбла й Ел Ей Найта знявши кейс.                                         | Шестисторонній матч з драбинами «Money in the Bank» за контракт на поєдинок за одиночне чемпіонство на вибір                                                                                       | 16:30 |
| 2                                                    | Семі Зейн (c) переміг Брона Брейккера утриманням опонента.                                                                             | Одиночний матч за Інтерконтинентальне чемпіонство WWE | 13:15 |
| 3                                                    | Деміан Пріст (c) переміг Сета «Фрікін» Роллінса й Дрю МакІнтайра утриманням опонента.                                                  | Тристоронній матч за Чемпіонство світу у важкій вазі Якщо Пріст перемагає - Сет більше не може претендувати на даний титул, поки Деміан чемпіон Якщо Роллінс перемагає - Пріст покидає Судний День | 14:40 |
| 4                                                    | Тіффані Страттон перемогла Ійо Скай, Челсі Грін, Лайру Валькірію, Наомі й Зої Старк знявши кейс.                                       | Шестисторонній матч з драбинами «Money in the Bank» за контракт на поєдинок за жіноче одиночне чемпіонство на вибір                                                                                | 16:50 |
| 5                                                    | Родовід (Соло Сікоа, Тама Тонга й Джейкоб Фату) (з Тонга Лоа) перемогли Коді Роудса, Ренді Ортона й Кевіна Оуенса утриманням опонента. | Командний матч 3-на-3 | 24:40 |
| \| (c) \| – чемпіон(-и) на момент старту поєдинку \| | | |       |
| (c)                                                  | – чемпіон(-и) на момент старту поєдинку                                                                                                | |       |

1. ↑  Спочатку це був одиночний матч Деміана і Сета, але Дрю МакІнтайр використав виграний кейс Money in the Bank й доєднався до матчу, зробивши бій тристроннім.

### Відбір до чоловічого бою «Money in the Bank»
|  |                                                               |              |           |
|  | Кваліфікаційні матчі (RAW, 17 червня та SmackDown, 21 червня) |              |           |
|  |                                                               |              |           |
|  |                                                               |              |           |
|  |                                                               |              |           |
|  | Фінн Балор                                                    | Фінн Балор   | 16:44     |
|  | Фінн Балор                                                    | Фінн Балор   | 16:44     |
|  | Джей Усо                                                      | Джей Усо     | Утримання |
|  | Джей Усо                                                      | Джей Усо     | Утримання |
|  | Рей Містеріо                                                  | Рей Містеріо | —         |
|  | Рей Містеріо                                                  | Рей Містеріо | —         |
|  | Кармело Хейз                                                  | Кармело Хейз | Утримання |
|  | Кармело Хейз                                                  | Кармело Хейз | Утримання |
|  | Ренді Ортон                                                   | Ренді Ортон  | 8:50      |
|  | Ренді Ортон                                                   | Ренді Ортон  | 8:50      |
|  | Тама Тонга                                                    | Тама Тонга   | —         |
|  | Тама Тонга                                                    | Тама Тонга   | —         |

|  |                                                               |                |           |
|  | Кваліфікаційні матчі (SmackDown, 21 червня та RAW, 24 червня) |                |           |
|  |                                                               |                |           |
|  |                                                               |                |           |
|  |                                                               |                |           |
|  | Андраде                                                       | Андраде        | Утримання |
|  | Андраде                                                       | Андраде        | Утримання |
|  | Ґрейсон Воллер                                                | Ґрейсон Воллер | 10:34     |
|  | Ґрейсон Воллер                                                | Ґрейсон Воллер | 10:34     |
|  | Кевін Оуенс                                                   | Кевін Оуенс    | —         |
|  | Кевін Оуенс                                                   | Кевін Оуенс    | —         |
|  | Браун Строуман                                                | Браун Строуман | —         |
|  | Браун Строуман                                                | Браун Строуман | —         |
|  | Бронсон Рід                                                   | Бронсон Рід    | 8:25      |
|  | Бронсон Рід                                                   | Бронсон Рід    | 8:25      |
|  | Чад Ґейбл                                                     | Чад Ґейбл      | Утримання |
|  | Чад Ґейбл                                                     | Чад Ґейбл      | Утримання |

|  |                                                             |                |           |
|  | Кваліфікаційні матчі (SmackDown, 28 червня та RAW, 1 липня) |                |           |
|  |                                                             |                |           |
|  |                                                             |                |           |
|  |                                                             |                |           |
|  | Ел Ей Найт                                                  | Ел Ей Найт     | Утримання |
|  | Ел Ей Найт                                                  | Ел Ей Найт     | Утримання |
|  | Сантос Ескобар                                              | Сантос Ескобар | —         |
|  | Сантос Ескобар                                              | Сантос Ескобар | —         |
|  | Логан Пол                                                   | Логан Пол      | 12:18     |
|  | Логан Пол                                                   | Логан Пол      | 12:18     |
|  | Шеймус                                                      | Шеймус         | 12:25     |
|  | Шеймус                                                      | Шеймус         | 12:25     |
|  | Дрю МакІнтайр                                               | Дрю МакІнтайр  | Утримання |
|  | Дрю МакІнтайр                                               | Дрю МакІнтайр  | Утримання |
|  | Ілья Драгунов                                               | Ілья Драгунов  | —         |
|  | Ілья Драгунов                                               | Ілья Драгунов  | —         |

### Відбір до жіночого бою «Money in the Bank»
|  |                                                               |              |           |
|  | Кваліфікаційні матчі (RAW, 17 червня та SmackDown, 21 червня) |              |           |
|  |                                                               |              |           |
|  |                                                               |              |           |
|  |                                                               |              |           |
|  | Ійо Скай                                                      | Ійо Скай     | Утримання |
|  | Ійо Скай                                                      | Ійо Скай     | Утримання |
|  | Кіана Джеймс                                                  | Кіана Джеймс | 8:33      |
|  | Кіана Джеймс                                                  | Кіана Джеймс | 8:33      |
|  | Зеліна Вега                                                   | Зеліна Вега  | —         |
|  | Зеліна Вега                                                   | Зеліна Вега  | —         |
|  | Мічін                                                         | Мічін        | 7:14      |
|  | Мічін                                                         | Мічін        | 7:14      |
|  | Б'янка Белер                                                  | Б'янка Белер | —         |
|  | Б'янка Белер                                                  | Б'янка Белер | —         |
|  | Челсі Грін                                                    | Челсі Грін   | Утримання |
|  | Челсі Грін                                                    | Челсі Грін   | Утримання |

|  |                                                               |                  |           |
|  | Кваліфікаційні матчі (RAW, 24 червня та SmackDown, 28 червня) |                  |           |
|  |                                                               |                  |           |
|  |                                                               |                  |           |
|  |                                                               |                  |           |
|  | Кайрі Сейн                                                    | Кайрі Сейн       | 8:30      |
|  | Кайрі Сейн                                                    | Кайрі Сейн       | 8:30      |
|  | Лайра Валькірія                                               | Лайра Валькірія  | Утримання |
|  | Лайра Валькірія                                               | Лайра Валькірія  | Утримання |
|  | Шейна Базлер                                                  | Шейна Базлер     | —         |
|  | Шейна Базлер                                                  | Шейна Базлер     | —         |
|  | Кендіс ЛеРей                                                  | Кендіс ЛеРей     | 9:21      |
|  | Кендіс ЛеРей                                                  | Кендіс ЛеРей     | 9:21      |
|  | Тіффані Страттон                                              | Тіффані Страттон | Утримання |
|  | Тіффані Страттон                                              | Тіффані Страттон | Утримання |
|  | Джейд Каргілл                                                 | Джейд Каргілл    | —         |
|  | Джейд Каргілл                                                 | Джейд Каргілл    | —         |

|  |                                                             |                |           |
|  | Кваліфікаційні матчі (SmackDown, 28 червня та RAW, 1 липня) |                |           |
|  |                                                             |                |           |
|  |                                                             |                |           |
|  |                                                             |                |           |
|  | Наомі                                                       | Наомі          | Утримання |
|  | Наомі                                                       | Наомі          | Утримання |
|  | Блер Давенпорт                                              | Блер Давенпорт | —         |
|  | Блер Давенпорт                                              | Блер Давенпорт | —         |
|  | Інді Гартвелл                                               | Інді Гартвелл  | 10:08     |
|  | Інді Гартвелл                                               | Інді Гартвелл  | 10:08     |
|  | Айві Найл                                                   | Айві Найл      | —         |
|  | Айві Найл                                                   | Айві Найл      | —         |
|  | Дакота Кай                                                  | Дакота Кай     | 8:45      |
|  | Дакота Кай                                                  | Дакота Кай     | 8:45      |
|  | Зої Старк                                                   | Зої Старк      | Утримання |
|  | Зої Старк                                                   | Зої Старк      | Утримання |